# Louis-Alexis Baudouin
Pour les articles homonymes, voir Beaudouin.
Louis Alexis Baudouin né le 2 décembre 1766 et décédé le 21 octobre 1805 au cours de la bataille de Trafalgar, était capitaine du vaisseau Le Fougueux.

## Biographie
Tout ou partie de ce texte provient avec l'accord des ayants droit, de la transcription d’un manuscrit anonyme rédigé du vivant du fils ainé de Louis Alexis Baudouin.

« Louis Alexis Baudouin, de Saint-Jean-d’Angély, entra à l’âge de 11 ans dans la marine militaire en qualité de mousse à bord d’une frégate allant dans l’Inde ; pendant un service très actif, il passa tous les grades. En  1793, il était enseigne de vaisseau. Il fit partie de l'expédition de M. le Comte d’Entrecasteaux pour M. La Pérouse. 
En l’an 3 de la République, il fut fait lieutenant de vaisseau, il s’est plusieurs fois montré brave militaire dans la prise et la défense de l’île Guadeloupe. Par suite, en l’an 4, on lui confia le commandement d’une frégate. 
Il ramena cette frégate nommée la Thélis au port de Rochefort. Il fit partie, en sa qualité de lieutenant de vaisseau de l’Expédition d’Hoche en Irlande, de celle de Saint-Domingue pour l’Amiral Latouche Tréville. Dans cette île, on lui confia plusieurs expéditions contre les Noirs, il eut le commandement de la frégate Guerrière pour croiser autour de cette île. Il eut ordre de ramener cette frégate en Europe. À la hauteur des côtes d’Espagne, il fut attaqué par deux vaisseaux de guerre anglais. Il soutint le combat le plus vif contre ces deux vaisseaux, forçant le passage à ces deux vaisseaux qui voulaient lui empêcher l’entrée de Ferrol où il se réfugia. Il y fut blessé sans abandonner son poste. L’Empereur, informé de cette affaire, le nomma capitaine de vaisseau et officier de la Légion d'honneur[Quand ?].
Il eut le commandement du Fougueux et se rendit à Cadix, et fut tué sur ce même vaisseau à la bataille de Trafalgar en défendant vaillamment le pavillon Français. Il était alors âgé de 38 ans. Il laissa sa veuve sans fortune avec deux garçons qu’il avait destinés au service de la patrie. »

## Le fils ainé: Pierre
« L’aîné Pierre, entra dans la marine à 12 ans comme aspirant provisoire de la 2e classe. Il fit plusieurs campagnes sur les bâtiments de l’État et fut confirmé dans ce grade en 1806. Il fut fait aspirant de 1re classe par le gouverneur de l’île Guadeloupe en 1809. Il eut le bonheur de se rendre utile à son altesse Royale la princesse Hortense, épouse de Louis Napoléon, continua à naviguer sur les bâtiments de guerre en croisière ou en expédition aux Antilles. Il fut fait prisonnier par les Anglais après un combat vif contre des forces bien supérieures. Il resta deux ans en Angleterre, revint en France à la paix. 
Il fut rayé des contrôles de la Marine sous le prétexte qu’il était fils de militaire (?) et Bonapartiste. En 1815 il fut réintégré. Il se rendit par son propre zèle à Paris, rejoignit l’armée de Napoléon mais arriva trop tard pour avoir eu l’honneur d’assister au désastre de Waterloo. À la désorganisation de l’armée sur la rive gauche de la Loire, en juillet 1815, sous le Maréchal Davout, il revint auprès de sa mère dans le département de la Gironde où elle vivait d’une pension de 1500 Francs que lui faisait le gouvernement. En 1817, renonçant au service militaire par force, il entra dans la marine marchande où il a continué jusqu'à ce jour. »

## Le fils cadet: Alexis
« Le fils cadet, Pierre Alexis, âgé de 11 ans à la mort de son père, fut placé par ordre du gouvernement au ( ?) militaire. À 15 ans, il entra à l’école militaire de Saint-Cyr. À 17 ans, il fut nommé sous-lieutenant dans la 15e Infanterie légère, fit la Campagne d’Allemagne, de Russie, fut nommé Lieutenant à la Bataille de Smolensk, blessé à la Bataille de la Moskowa, opéra sa retraite par le passage de la Berezina, fut nommé capitaine dans le même régiment en 1813. 
À la paix en 1814, il fut conservé en activité dans son grade. Il avait alors 22 ans. Il s’est trouvé dans toutes les batailles de 1815, il y fut décoré. Licencié ou mis à demi solde à la rentrée de Louis XVIII. Rappelé huit mois après, il entra Capitaine instructeur dans la région du Lot en 1815. Son régiment, alors le 49e de ligne, fut envoyé en garnison à la Martinique où il est mort 7 mois après, victime de la maladie épidémique. Il a laissé sa veuve avec deux filles. L’aînée alors âgée de 4 ans. »